# Balanophyllia iwayamaensis
Balanophyllia iwayamaensis är en korallart som beskrevs av Abe 1938. Balanophyllia iwayamaensis ingår i släktet Balanophyllia och familjen Dendrophylliidae. Inga underarter finns listade i Catalogue of Life.